# Campeonato Alemán de Fútbol 1928
El Campeonato Alemán de Fútbol 1928 fue la 21.ª edición de dicho torneo.

## Fase final

### Octavos de final
- Hamburgo SV 4-2 FC Schalke 04
- Hertha BSC 7-0 Sportfreunde Breslau
- Preussen Stettin 1-4 Holstein Kiel
- SpVgg Koln/Sulz 07 3-1 Eintracht Frankfurt
- Preussen Krefeld 1-3 Tennis Borussia Berlin
- SC Breslau 08 2-3 VfB Königsberg
- Wacker Halle 0-7 FC Bayern Múnich
- FC Wacker München 1-0 Dresdner SC

### Cuartos de final
- FC Bayern Múnich 5-2 SpVgg Koln/Sulz 07
- VfB Königsberg 0-4 Hamburgo SV
- Holstein Kiel 0-4 Hertha BSC
- Tennis Borussia Berlin 1-4 FC Wacker München

### Semifinales
- Hamburgo SV 8-2 FC Bayern Múnich
- Hertha BSC 2-1 FC Wacker München

### Final
- Hamburgo SV 5-2 Hertha BSC

|                               |
| Campeón Hamburgo SV 2° título |